# Carlos del Frade
Carlos Alfredo del Frade (Rosario, provincia de Santa Fe, 5 de febrero de 1963) es un periodista, escritor y político argentino de izquierda nacional. De origen rosarino, es diputado provincial por el Frente Social y Popular (FSP) en la Provincia de Santa Fe. Es conocido por sus investigaciones acerca del narcotráfico y las mafias en su provincia.

## Educación
Cursó sus estudios secundarios en el Colegio Dante Alighieri. Luego estudió en el Instituto Superior de Ciencias de la Comunicación y en la Facultad de Ciencia Política y Relaciones Internacionales, perteneciente a la Universidad Nacional de Rosario.[cita requerida]

## Su trabajo periodístico
En 1987, entró a trabajar en el programa Convenio, de LT3, una emisión conducida por María Herminia Grande que daba cuenta de la actividad gremial de la región. Carlos debía hablar todas las semanas con los sindicalistas de diferentes rubros de los 60 gremios que auspiciaban el programa. Allí, comenzó a entender lo que había significado la última dictadura militar para los trabajadores. Empezó a entender que antes de la represión ilegal había una trama de organizaciones sindicales de base, de comisiones gremiales internas, de sindicatos, que peleaban por los derechos de los trabajadores. Y consideró que sólo estaba transmitiendo al aire una décima parte de la información que iba recolectando.
En 1994, en Rosario 12, fue el primero en denunciar que el entonces poderoso arzobispo de Santa Fe, Edgardo Storni, afrontaba una investigación en el Vaticano por abuso sexual a seminaristas. Insistió con notas en el mismo medio hasta que logró –también en 1994- que la Gendarmería devolviera la casa de Santiago 2815, en Rosario, a Iván, el hijo de una pareja de ciegos –María Esther Ravello y Etelvino Vega- que fueron desaparecidos el 17 de septiembre de 1977 por las fuerzas de la represión ilegal.
Fue el primer periodista que leyó la causa Feced –la más emblemática de la represión ilegal en la provincia- en 1996. Denunció también a Jorge Massat, el senador nacional que había puesto Carlos Reutemann en la Cámara alta, por contar con una caja de ahorro de 23 millones de dólares, proveniente de lavado de dinero. Denunció el desguace del Banco Integrado Departamental.
Fue el primer periodista rosarino que empezó a investigar la narcocriminalidad, en 1998. Todo comenzó cuando dos curas villeros a los que él frecuentaba, Edgardo Montaldo y Joaquín Nuñez, le contaron cómo estaba matando la droga a los chicos* de sus barrios.
En 1998 hizo varias tapas del diario El Ciudadano contando cómo la cocaína llegaba por los puertos del Gran Rosario, gracias a informaciones de fuentes policiales de primer nivel. Empezó una investigación que derivó en el libro “Ciudad blanca, crónica negra”, publicado en el año 2000, y reeditado en 2014 con gran éxito.
Del Frade publica sus libros a puro pulmón, sin publicidad en medios masivos que lo recelan por su actitud incorruptible y con un acuerdo de ir a medias en la venta con la editorial.
Del Frade fue, también, el que desnudó el negocio del fútbol en la ciudad, en una serie de investigaciones que derivó en el ocaso de Eduardo J. López tras 14 años en la presidencia de Newell’s.
En los 90, los crímenes de lesa humanidad estaban impunes. Los represores caminaban por la calle, trabajaban en escuelas privadas donde se cruzaban con algunas víctimas o –como el temible José Rubén Lofiego, que había sido jefe de torturadores en el centro de clandestino de detención Servicio de Informaciones- mantenía su puesto de comisario en la policía provincial. Del Frade los denunció sin tregua y sin medir costos. Se convirtió en el periodista más respetado por las organizaciones de derechos humanos. Su trabajo germinó al punto que ha sido convocado como testigo en los juicios que se realizaron en la ciudad de Rosario. Carlos escribió el libro “El Rosario de Galtieri y Feced”, en el que develaba la trama de la represión ilegal y la complicidad de la Iglesia y los empresarios con los militares.
También publicó, en 1994, el libro “Desaparecido, desocupado”, en el que trazaba un paralelo entre la represión ilegal de la última dictadura y la desocupación como método de disciplinamiento social.
En los años 90, mientras el entramado social de la región se iba deteriorando, Carlos sufría los despidos en carne propia. De LT8 lo echaron varias veces. Recuerda con dolor la de 1992, porque estaban haciendo un “buen programa”, con Osvaldo Bazán, Daniel Briguet y el Lobo Nardone, entre otros. Se llamaba “Fuera de Juego”, se emitía por la tarde. Cuando lo sacaron del aire, hubo una manifestación de oyentes pidiendo que siguieran. Entre 1992 y 1996 fue una de las firmas más importantes de Rosario 12, el suplemento de Página 12, ahí develaría la denuncia contra Storni –que tomó estado público nacional varios años después. En 1996 fue comprendido por un retiro voluntario por reducción de personal.
En 2000, Carlos era un nombre fuerte del diario El Ciudadano, que había nacido para competir con La Capital pero terminó siendo absorbida por el grupo empresario que también era dueño de LT8 y LT3 entonces. El 30 de abril de 2000, hubo 30 despidos en El Ciudadano y Carlos lideró la lucha de los trabajadores por su reincorporación, junto al Sindicato de Prensa.
Cuando lo despidieron de todos los medios masivos, Carlos tuvo que convertirse en su propia empresa. Todas las mañanas sostuvo su programa “Sobre la Hora”, por la FM TL; hace programas de televisión por cable en localidades cercanas a Rosario como Álvarez, San Lorenzo y Bigand, escribe notas para la agencia Pelota de Trapo y también sostuvo el programa Sobre la Hora, todos los sábados a la mañana, por radio Splendid, en Buenos Aires, en uno de sus pocos trabajos rentados por la Asociación de Trabajadores del Estado, que responde a Víctor de Genaro.
Un fenómeno notable es cómo, pese a su condición un tanto marginal, Del Frade llena teatros cada vez que presenta alguno de sus libros. Su público lo sigue sin condiciones y repite que Carlos del Frade es “el único en el que cree”.
Carlos hurguetea entre los balances de las empresas para poner de manifiesto las ganancias que se retacean a los trabajadores, busca documentación sobre los daños al medio ambiente, se informa sobre las exenciones impositivas que recibe cada sector y toda esa información la vuelca al aire. Cuando lo critican por no ser estricto al chequear la información, responde con una sonrisa socarrona. “Tengo escritos más de 50 libros y siempre gané todos los juicios que me hicieron”, aclara.

## Participación Política
En 2011 encabezó la lista de candidatos a diputado provincial por Proyecto Sur, y lanzó su candidatura en un acto público en el Centro Cultural "La Toma" (en la ciudad de Rosario) a la vez que presentó su libro La Santa Fe latente.
En 2014, junto a otros dirigentes, impulsó la creación del Frente Social y Popular (FSP). Este espacio, conformado por organizaciones sociales y políticas, posee en común el trabajo en diferentes barrios, sindicatos y facultades de la ciudad. Lo conformaban Patria Grande, Causa, Partido del Trabajo y del Pueblo, Unidad Popular, Propuesta Sur y organizaciones vecinales y sindicales. El Frente anunció en su creación que su propuesta era "construir un frente amplio y plural que genere una alternativa política de cara a las elecciones del 2015", y se anunció también la candidatura de Carlos del Frade a Diputado Provincial por Santa Fe, la cual obtuvo al siguiente año, el 14 de junio, con 92.000 votos, con lo que logró que también ingrese su compañera de formula, Mercedes Meier.
El domingo 10 de mayo de 2015 sufrió una "descompensación cardíaca" mientras participaba en el Medio Maratón Ciudad de Rosario, cuando le faltaban 500 metros para llegar a la meta. Fue internado de emergencia en el Instituto Cardiovascular de Rosario (ICR). Pocos días después, superó una intervención quirúrgica.
En 2019 resultó nuevamente electo diputado provincial junto a Damaris Pachiotti, de la organización Ciudad Futura, con quien conformó un bloque en la Cámara de Diputados y Diputadas.
En 2021 se postula a diputado nacional por un nuevo agrupamiento político denominado Soberanía Popular, fruto de la alianza con algunos de los exintegrantes del Frente Social y Popular como el Partido del Trabajo y del Pueblo y la Liga de los Pueblos Libres.

## Controversias

### Libro sobre Ricardo Lorenzetti
Salud, valores y esperanzas. Crónicas de la Asociación Médica del departamento Castellanos, un libro de 2010 que del Frade escribió sobre el presidente de la Corte Suprema de Justicia de Argentina, Ricardo Lorenzetti, y su pasado en la ciudad de Rafaela, fue retirado sin explicación alguna por la editorial que iba a publicarlo a poco de ser lanzado al mercado. El Diputado provincial y periodista habló sobre la censura que habría padecido en la distribución de su libro en más de una ocasión, describiendo sobre la investigación y temática del mismo, que se trata de "el pasado desconocido del presidente del máximo tribunal de la Argentina como socio y apoderado de gerenciadoras del PAMI en Rafaela". En una entrevista radial de 2017, del Frade afirmó que de los 3500 ejemplares del libro solo pudieron venderse 500, mientras que los restantes se han guardado, en un supuesto intento de censura.

## Algunos libros y ensayos publicados
<<Raymundo Pardo, filósofo y luchador desgarrado>>, en <<Grandes hombres de Santa Fe>>, Rosario, 1984.
<<Hacia un periodismo folklórico>>, en <<Aportes para el periodismo argentino>>, CISPREN, Córdoba, 1986.
<<Sarmiento, la palabra como desesperación>>, Rosario, 1988.
<<Alberdi, la Argentina como necesidad>>, en <<Grandes hombres de la República>>, Rosario, 1989.
<<Ecología y reconversión industrial en el Gran Rosario>>, ATE, Buenos Aires, 1991.
<<Postales del ex cordón industrial del Gran Rosario>>, Rosario, 1994.
<<Historia social del Paraná>>, Rosario, 1994.
<<La iglesia y la construcción de la impunidad>>, Rosario, 1995.
<<Desaparecidos, desocupados>>, Rosario, 1996.
<<Impunidades y esperanzas>>, Rosario, 1997.
<<Los gauchos malos de la prensa>>, en <<El periodismo argentino y su aporte a la identidad nacional>>, Honorable Senado de la Nación, Buenos Aires, 1999.
<<El Rosario de Galtieri y Feced>>, Rosario, 2000.
<<Artigas y San Martín, el proyecto para el siglo XXI>>, 2000.
<<Somisa y Ponce de León, dos desaparecidos>>, 2000.
<<Ciudad blanca, crónica negra. Historia del narcotráfico en Santa Fe>>,  presentado el 27 de noviembre de 2000. Ediciones Letra Libre, Rosario.
<<De Cavallo a Belgrano>>, 2001, Rosario.
<<Rosario SA>>, 2001, Rosario.
<<Manual de zonceras rosarinas>>, 2001, Rosario.
<<El dinero de la sangre>>, marzo de 2002, Rosario.
<<De Saavedra a Duhalde>>, mayo de 2002, Rosario.
<<La Santa Fe de la revolución>>, julio de 2002, Rosario.
<<¿Quién mató a Constantino Razzetti?>>, diciembre de 2002, Rosario.
<<De La Forestal a Massat>>, enero de 2003, Rosario.
<<Humo, dinero y feudos>>, febrero de 2003, Rosario.
<<Orgullo portuario>>, julio de 2003, Rosario.
<<Pibes. La historia en carne viva>>, Editorial de la Universidad Nacional de Rosario, julio 2003, Rosario.
<<Manual de robos santafesinos>>, presentado a Editorial Planeta, abril de 2003.
<<Santa Fue. Una provincia robada>> Editorial Ciudad Gótica, Rosario,  agosto de 2003.
<<Matar para robar. Luchar para vivir>> Editorial Ciudad Gótica, Rosario, marzo de 2004.
<<Escuelas esperanzas>>, en colaboración con Marta Fehrman, Editorial Ciudad Gótica, Rosario, abril 2004.
<<La deuda interna santafesina. A cien años del informe Bialet Massé>>, edición del autor, Rosario, abril 2004.
<<Maestros. El porfiado sueño de todos los días>>, edición del autor, Rosario, septiembre 2004.
<<Historia futbolera del futuro>>, edición del autor, Rosario, presentado en San Nicolás el 3 de diciembre de 2004.
<<Nosotros, los trabajadores>>, Cooperativa El Farol,  Buenos Aires, 17 de diciembre de 2004.
<<La herejía rosarina. Historia política de la salud pública>>, Editorial Municipal de Rosario, 2005.
<<La ciudad goleada. Fútbol, lavado de dinero y poder>> ediciones del autor, Rosario, 7 de julio de 2005.
<<Ponce de León, dos veces desaparecido. Iglesia, poder económico y político>>, Rosario, presentado en el Feria del Libro de San Nicolás, el lunes 10 de octubre de 2005.
<<Treinta ejercicios de memoria>>, Ministerio de Educación de la Nación, como uno de los treinta coautores, Buenos Aires, 2006.
<<Crónicas de la Sociedad de Pediatría de Rosario>>, Editorial de la Universidad Nacional de Rosario, Rosario, 2005, presentado el 31 de marzo de 2006 en el Círculo Médico de Rosario.
<<El litoral, 30 años después. Sangre, dinero y dignidad>>, de Editorial Amalevi, Rosario, presentado en Luz y Fuerza, Rosario, el jueves 6 de abril de 2006.
<<El caso Maders, quince años de impunidades y esperanzas>>, Cuaderno de investigación, presentado en la Legislatura de Córdoba, el 6 de septiembre de 2006.
<<Historias del Jardín de Infantes del Normal 1. Un compromiso existencial>>, Cuaderno de investigación,  Rosario, septiembre de 2006.
<<Artigas y la identidad rosarina>>  Rosario, noviembre de 2006.
<<Las personas o las cosas. Crónicas de la Asociación Empleados de Comercio de Rosario>>, mayo de 2007. Editado en septiembre de ese mismo año.
<<Perón, la triple A y los estados>> Rosario, presentado el 19 de agosto de 2007 en la Feria del Libro con más de quinientas personas en el pabellón número tres. Fue el libro más vendido de la mencionada feria desplazando en el rubro no ficción a los textos del historiador Felipe Pigna.
<<Marta y Jorge, un amor revolucionario>>, febrero de 2008.
<<Memoria, luz y futuro. Crónicas de los ochenta años del Sindicato de Luz y Fuerza de Rosario>>, abril 2008.
<<La ciudad goleada. Tomo 2>>, abril de 2008. Presentado el 3 de julio en el salón del Sindicato de Luz y Fuerza de Rosario.
<<Historia política de la esperanza>> abril de 2008.
<<Ciudad blanca, crónica negra. Historia política del narcotráfico. Edición resumida y corregida>>, abril de 2008.
<<Rosario, tercer milenio>>, octubre de 2008.
<<Vera, memorias del presente>>, Editorial Último Recurso, 2009.
<<Santa Fe, memorias del presente>>, Editorial Último Recurso, 2009.
<<San Lorenzo, memorias del presente>>, cuaderno de investigación, 2009.
<<Venado Tuerto, memorias del presente>>, cuaderno de investigación 2009.
<<Quién era Feced. Historia política de la represión en el Gran Rosario. Del 55 a Díaz Bessone>>, presentado el viernes 19 de marzo de 2010, en el local de Sitratel, Rosario, cuaderno de investigación periodística.
<<Revolucionarios. De Belgrano a Santucho. Una mirada desde la investigación periodística>>, Editorial Ciudad Gótica, Rosario, 22 de abril de 2010.
<<Salud, valores y esperanzas. Crónicas de la Asociación Médica del Departamento Castellanos>>, Rafaela, junio de 2010.
<<Delia, la abogada militante>>, Rosario, 2010.
<<Historia política de la esperanza>>, Editorial Último Recurso, Rosario, presentado el miércoles 26 de mayo de 2010 en el auditorio de Luz y Fuerza.
<<La Marcha Grande. El río místico de la historia argentina>>, Rosario, junio de 2010.
Coautor del libro <<200 años construyendo la Nación>>, cuyo compilador es Juan Gianni, editado por <<Paso de los Libres. Editorial y Distribuidora>>, presentado el jueves 23 de diciembre de 2010 en el auditorio de LRA 5, Radio Nacional Rosario. El capítulo es <<La inversión de Cooke. Los días de Menem>>.
<<La Moisés Lebensohn. Crónicas de amistad, pasión y militancia>>, escrito en 2010 y publicado en 2011.
<<País Narco>>, publicado por Editorial Sudamericana, con la autoría de Mauro Federico, presentado el jueves 28 de abril de 2011, en la librería Ross, de Rosario. del Frade figura como realizador de la investigación sobre el narcotráfico en las provincias de Córdoba y Santa Fe.
<<La Santa Fe latente. Deuda interna y futuro>>, presentado el martes 17 de mayo de 2011 en Venado Tuerto.
<<Los caminos de Belgrano>>  Editorial Último Recurso, Rosario, presentado en 71 oportunidades en distintos lugares del país, año 2012. Junto al documental del mismo título.
<<Central querido. Manifiesto, denuncia y esperanza>>, diciembre de 2012, cuaderno de investigación periodística.
<<El sargento Cabral y el Gaucho Rivero. Peones heroicos. De San Lorenzo a Malvinas>> año 2013, presentado junto al documental del mismo título en decenas de lugares.
<<Narcomafias. De Galtieri a Tognoli>>, cuaderno de investigación periodística, Rosario, año 2013.
<<Periodismo y poder en la historia argentina>>, cuaderno de investigación periodística, Rosario, 2013.
<<El Chacho Peñaloza contra la Barrick y Monsanto>>, cuaderno de investigación periodística, Rosario, 2013.
<<La iglesia santafesina de los años sesenta y la conjura contra Zazpe>>  cuaderno de investigación periodística, presentado el 24 de enero de 2014, a 30 años de la muerte de Zazpe, en la ciudad de Santa Fe, en ATE, con lleno total.
<<Ciudad blanca crónica negra. Postales del narcotráfico en el Gran Rosario, Santa Fe, Córdoba y Buenos Aires. Capitalismo y etapa superior del imperialismo>>  presentado el 7 de agosto de 2014 en el sindicato de Luz y Fuerza de Rosario, con más de quinientas personas y 390 libros vendidos, agotándose prácticamente la primera edición.<<Ciudad blanca, crónica negra>>, versión ampliada, Rosario, 2015.
<<El futuro santafesino>> Rosario, 2015.
<<El negocio del sistema. Geonarco 1>>  2016.
<<40 años después. De titiriteros y dignidad>> 2016.
<<40 x 40>>, 2016.
<<Nuevas dependencias. A 200 años de la declaración del 9 de Julio>> 2016.
<<El 9 de julio y nosotros>>, 2016.
<<Narcotráfico, poder y esperanzas. Geonarco 2>> 2017.
<<Los gauchos malos de la prensa>> 2017.
<<Ley provincial de educación>> 2018.
<<Los Monos, narcomenudeo y control social. Geonarco 3>>  2018.
<<De Cancha Rayada a Macri>> 2018.
<<El lado oscuro de la justicia santafesina>> 2018.
<<Balaceras, narcotráfico y política. Geonarco 4>>  2019
<<La Forestal. Explotación y saqueo. Una historia que continúa>> 2019.
<< Los caminos de Belgrano >> 2020.
<< La transición y el dinero de la sangre. Geonarco 5 >> 2020.
<< 45×45 >>, 2021
<< Geografía Narco – Tomo 6 >> 2021
<<  Vicentin – Desaparecedores y fugadores >> 2021
<< 
La ciénaga y las parábolas – Geografía Narco 7
>> 2022
Muchos de sus libros pueden descargarse de forma gratuita desde su Biblioteca Virtual 